# Cicadetta montana
Espèce
Cicadetta montana, la Cigale des montagnes ou Petite cigale montagnarde, est une espèce de cigales du genre Cicadetta originaire d'Europe et de certaines régions d'Asie. 
Cette cigale est considérée comme en voie de disparition dans de grandes parties de l'Europe et a disparu de plusieurs régions d'Europe occidentale. C'est la seule espèce de cigale indigène en Angleterre et en Finlande.

## Description
Les femelles adultes injectent leurs œufs dans les tiges des plantes vivrières, et lorsque les larves émergent, elles s'enfouissent sous terre et les nymphes se nourrissent de la sève des racines. Ces cycles souterrains peuvent durer plusieurs années, différant pour chaque espèce. 
Les femelles ont un corps mesurant environ 50 mm de long, les mâles étant beaucoup plus petits. Les ailes sont transparentes avec des nervures proéminentes, repliées sur le dos au repos. Le corps est gris ardoise foncé ou noir avec des anneaux orange terne autour de l'abdomen. Les pattes sont marquées d'orange terne tout comme les bords d'attaque des ailes (costae). 
Comme toutes les cigales, les mâles produisent les cris stridents et bourdonnants en flexion rapide des membranes en forme de tambour, tandis que les femelles sont limitées à produire des clics. L'appel de la cigale des montagnes sonne comme un sifflement statique à l'oreille humaine sans aide et est soutenu par des accalmies relativement courtes à intervalles irréguliers. Leur cri aigu était vénéré par les anciens Grecs, mais détesté par Virgile. 

## Plantes dont se nourritCicadetta montana
- Betula pendula (bouleau verruqueux)
- Betula pubescens (bouleau pubescent)
- Corylus avellana (noisetier commun)
- Crataegus monogyna (aubépine commune)
- Fagus sylvatica (hêtre européen)
- Pteridium aquilinum (fougère nordique)
- Quercus robur (chêne pédonculé)
- Ulex europaeus (ajonc commun)[5]

## Histoire taxonomique
En 1772, Scopoli a décrit et nommé le spécimen type de Slovénie Melampsalta montana, qui a ensuite été renommé Cicadetta montana. Il s'est avéré qu'il ne s'agissait pas d'un seul taxon, mais d'un complexe d'espèces étroitement apparentées, différenciables par leurs chants. En utilisant cette méthode de différenciation, une dizaine d'espèces ont été décrites. La classification par appels a conduit à proposer trois groupes principaux qui correspondent largement aux clades suggérés par les analyses ADN - une nouvelle espèce ne correspondant pas au schéma proposé,. 

### Synonymes

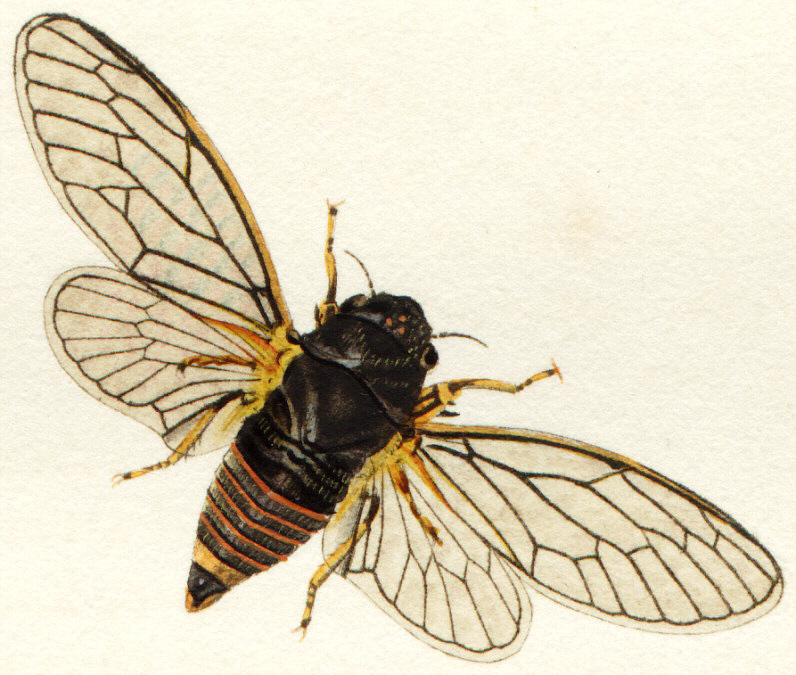
Cicadetta montana Masculin

- Melampsalta montana Scopoli, 1772
- Cicadetta flavofenestrata Goeze, 1778
- C. schafferi Gmelin, 1780
- C. pygmaea Olivier, 1790
- C. dimidiata Fabricius, 1803
- C. anglica Samouelle, 1819
- C. parvula Walker, 1850
- C. saxonica Hartwig, 1857
- C. megerlei Fieber, 1876
- C. longipennis Fieber, 1876[8]

## New Forest cicada project(projet Cigale des montagnes)
La cigale des montagnes n'a été vue ou entendue nulle part en Grande-Bretagne depuis 2000. En 2013, pour tenter de localiser les spécimens restants, des développeurs ont créé une application pour smartphones permettant aux utilisateurs d'écouter des fréquences sonores au-delà du domaine audible humain. Jusqu'en décembre 2015, plus de 3 000 personnes avaient téléchargé l'application Hunt for the New Forest Cicada, sans grand succès en Grande-Bretagne, bien que l'application ait enregistré l'insecte en Slovénie. À partir de 2016, 100 dispositifs de surveillance acoustique autonomes ont été déployés chaque année dans la New Forest. 
C. montana a également disparu entre 1941 et 1961, de sorte que leur absence actuelle peut faire partie d'un cycle. 